# Suh Yun-bok

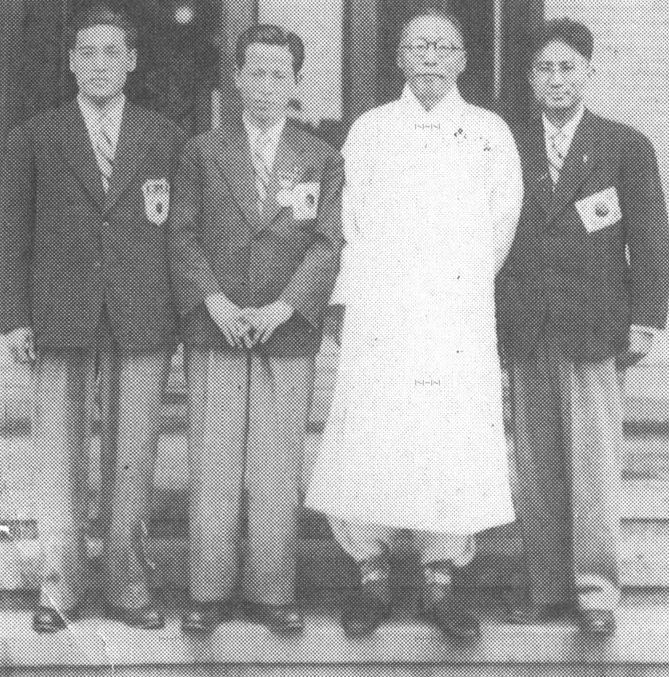
Sohn Kee-chung, Suh Yun-bok, Kim Koo e Nam Sung-yong, em Gyeonggyojang, 1947

Suh Yun-bok (em coreano:  서윤복; 9 de janeiro de 1923 – 27 de junho de 2017) foi um maratonista sul-coreano vencedor da Maratona de Boston de 1947, nos Estados Unidos, quando quebrou o recorde mundial da distância nesta prova.
Yun-bok venceu a prova em 2:25:39, quebrando em mais de um minuto o recorde anterior, também de um coreano, Sohn Kee-chung, que perdurava desde 1935. Kee-chung foi o campeão olímpico da maratona em Berlim 1936, quando, por causa da ocupação japonesa da Coreia desde 1910, representou este país com o nome de Kitei Son. Por coincidência, Kee-chung era o técnico de Suh, que quebrou seu antigo recorde mundial.
Sua participação na maratona só foi possível graças a doações feita pelos soldados norte-americanos estacionados na Coreia na época, para que ele pudesse fazer a viagem até Boston. Foi a primeira vez que um recorde mundial para a maratona foi estabelecido em Boston e ele é, até hoje, o mais baixo campeão da prova, medindo apenas 1,55m. Em 1948, um ano após seu recorde, ele representou a Coreia nos Jogos Olímpicos de Londres 1948, ficando apenas na 27ª colocação. No ano seguinte, retirou-se do atletismo.